# Richard Borowski
Richard Borowski (* 27. September 1894 in Hettstedt; † 30. Juni 1956 in Hannover) war ein deutscher Bergmann und Politiker (SPD).

## Leben
Nach dem Volksschulbesuch nahm Borowski zunächst als Soldat am Ersten Weltkrieg teil und arbeitete dann bis 1925 als Bergmann im Kalibergwerk Vogelbeck bei Einbeck. Er schloss sich 1919 der SPD an, wurde später Lokalredakteur bei der Zeitung Volksblatt und war von 1928 bis 1933 SPD-Parteisekretär in Göttingen. Während der Zeit des Nationalsozialismus wurde er wiederholt verhaftet und zeitweise in Konzentrationslagern interniert.
Borowski war von 1945 bis 1946 Behördenleiter und Landrat des Landkreises Einbeck und gehörte ab 1946 als Abgeordneter dem Niedersächsischen Landtag in der ersten bis dritten Wahlperiode bis zum 30. Juni 1956 an. In der ersten vom Landtag gewählten niedersächsischen Landesregierung amtierte er von Juni 1947 bis Juni 1948 als Minister ohne Geschäftsbereich. Vom 9. Juni 1948 bis zu seinem Rücktritt am 26. Mai 1955 war er niedersächsischer Innenminister. Zusätzlich hatte er von 1947 bis 1951 das Amt des stellvertretenden Ministerpräsidenten inne.
Er schrieb regelmäßig Beiträge für den Sozialdemokratischen Pressedienst in Bonn.
Für Richard Borowski wurde am 13. Juni 2023 in Einbeck ein Stolperstein verlegt.